# Toscolano-Maderno
Toscolano-Maderno (lombardul: Toscolà-Madéren) település Olaszországban, Lombardia régióban, Brescia megyében. Lakosainak száma 7546 fő (2023. január 1.). Toscolano-Maderno Gardone Riviera, Gargnano, Torri del Benaco és Vobarno községekkel határos.

## Népesség
A település lakossága az elmúlt években az alábbi módon változott:
| Lakosok száma | 7969 | 7836 | 7546 |
|               | 2017 | 2018 | 2023 |